# Europeiska inomhusmästerskapen i friidrott 1988
Europeiska inomhusmästerskapen i friidrott 1988 genomfördes 1988 i Budapest, Ungern. 

## Medaljörer, resultat

### Herrar

#### 60 m
- 1 Linford Christie, Storbritannien – 6,57
- 2 Ronald Desruelles, Belgien – 6,60
- 3 Valentin Atanasov, Bulgarien – 6,60

#### 200 m
- 1 Nikolaj Razgonov, Sovjetunionen – 20,62
- 2 Nikolaj Antonov, Bulgarien – 20,65
- 3 Linford Christie, Storbritannien – 20,83

#### 400 m
- 1 Jens Carlowitz, Östtyskland – 45,63
- 2 Brian Whittle, Storbritannien – 45,98
- 3 Ralf Lübke, Västtyskland – 46,25

#### 800 m
- 1 David Sharpe, Storbritannien – 1.49,17
- 2 Rob Druppers, Nederländerna – 1.49,45
- 3 Gert Kilbert, Schweiz – 1.49,46

#### 1 500 m
- 1 Ari Suhonen, Finland – 3.45,72
- 2 Ronny Olsson, Sverige – 3.46,16
- 3 Rüdiger Holm, Östtyskland – 3.46,51

#### 3 000 m
- 1 José Luís González, Spanien – 7.55,29
- 2 Markus Hacksteiner, Schweiz – 7.56,04
- 3 Michail Dasko, Sovjetunionen – 7.56,51

#### 60 m häck
- 1 Aleš Höffer, Tjeckoslovakien – 7,56
- 2 Jon Ridgeon, Storbritannien – 7,57
- 3 Carlos Sala, Spanien – 7,67

#### Stafett 4 x 400 m
- Ingen tävling

#### Höjdhopp
- 1 Patrik Sjöberg, Sverige – 2,39
- 2 Dietmar Mögenburg, Västtyskland – 2,37
- 3 Sorin Matei, Rumänien – 2,35

#### Längdhopp
- 1 Frans Maas, Nederländerna – 8,06
- 2 László Szalma, Ungern– 8,03
- 3 Giovanni Evangelisti, Italien – 8,00

#### Stavhopp
- 1 Rodion Gataullin, Sovjetunionen – 5,75
- 2 Nikolai Nikolov, Bulgarien – 5,70
- 3 Atanas Tarev, Bulgarien – 5,70

#### Trestegshopp
- 1 Oleg Sakirkin, Sovjetunionen – 17,30
- 2 Béla Bakosi, Ungern – 17,25
- 3 Vasif Asadov, Sovjetunionen – 17,23

#### Kulstötning
- 1 Remigius Machura, Tjeckoslovakien – 21,44
- 2 Karsten Stolz, Västtyskland – 20,22
- 3 Georgi Todorov, Bulgarien – 19,98

### Damer

#### 60 m
- 1 Nelli Cooman, Nederländerna – 7,04
- 2 Silke Gladisch-Möller, Östtyskland – 7,05
- 3 Marlies Göhr, Östtyskland – 7,07

#### 200 m
- 1 Eva Kasprzyk, Polen – 22,69
- 2 Tatjana Papilina, Sovjetunionen – 22,70
- 3 Silke Knoll, Västtyskland – 23,12

#### 400 m
- 1 Petra Müller, Östtyskland – 50,28
- 2 Helga Arendt, Västtyskland – 51,06
- 3 Dagmar Neubauer, Östtyskland – 51,57

#### 800 m
- 1 Sabine Zwiener, Västtyskland – 2.01,19
- 2 Olga Neljubova, Sovjetunionen – 2.01,61
- 3 Gabi Lesch, Västtyskland – 2.01,85

#### 1 500 m
- 1 Doina Melinte, Rumänien – 4.05,77
- 2 Mitica Junghiatu, Rumänien – 4.06,16
- 3 Birgitte Kraus, Västtyskland – 4.07,06

#### 3 000 m
- 1 Elly van Hulst, Nederländerna – 8.44,50
- 2 Vera Michallek, Västtyskland – 8.46,97
- 3 Wendy Sly, Storbritannien – 8.51,04

#### 60 m häck
- 1 Cornelia Oschkenat, Östtyskland – 7,77
- 2 Marjan Olijslager, Nederländerna – 7,92
- 3 Michaela Bogacian, Rumänien – 7,99

#### Stafett 4 x 400 m
- Ingen tävling

#### Höjdhopp
- 1 Stefka Kostadinova, Bulgarien – 2,04
- 2 Heike Redetzky, Västtyskland – 1,97
- 3 Larissa Kositzyna, Sovjetunionen – 1,97

#### Längdhopp
- 1 Heike Drechsler, Östtyskland – 7,30
- 2 Galina Tjistjakova, Sovjetunionen – 7,24
- 3 Jolanta Bartczak, Polen – 6,62

#### Kulstötning
- 1 Claudia Losch, Västtyskland – 20,39
- 2 Larissa Pelesjenko, Sovjetunionen – 20,23
- 3 Kathrin Neimke, Östtyskland – 20,20

## Medaljfördelning
| Medaljfördelning |                 |      |        |       |        |
| Plats            | Land            | Guld | Silver | Brons | Totalt |
| 1                | Östtyskland     | 4    | 1      | 4     | 9      |
| 2                | Sovjetunionen   | 3    | 4      | 3     | 10     |
| 3                | Nederländerna   | 3    | 2      | 0     | 5      |
| 4                | Västtyskland    | 2    | 5      | 4     | 11     |
| 5                | Storbritannien  | 2    | 2      | 2     | 6      |
| 6                | Tjeckoslovakien | 2    | 0      | 0     | 2      |
| 7                | Bulgarien       | 1    | 2      | 3     | 6      |
| 8                | Rumänien        | 1    | 1      | 2     | 4      |
| 9                | Sverige         | 1    | 1      | 0     | 2      |
| 10               | Spanien         | 1    | 0      | 1     | 2      |
|                  | Polen           | 1    | 0      | 1     | 2      |
| 12               | Finland         | 1    | 0      | 0     | 1      |
| 13               | Ungern          | 0    | 2      | 0     | 2      |
| 14               | Schweiz         | 0    | 1      | 1     | 2      |
| 15               | Belgien         | 0    | 1      | 0     | 1      |
| 16               | Italien         | 0    | 0      | 1     | 1      |